# CD5L
El antígeno CD5 es una proteína que en humanos está codificada por el gen CD5L.